# Mahalalepis
Mahalalepis is een geslacht van uitgestorven kwastvinnige vissen dat leefde tijdens het Carboon in het gebied van het huidige Antarctica.
De typesoort Mahalalepis resima werd in 1992 benoemd door Gavin Young. De geslachtsnaam eert paleontologe Sheila Mahala Andrews en verbindt haar naam met een Grieks lepis, "schub". De soortaanduiding betekent "omhooggedraaid" in het Latijn, en verwijzing naar de vermoedelijke vorm van de snuit
Het holotype is CPC 27839, een stuk voorhoofd gevonden in 1970-1971.
Het fronto-ethmoïdale schild is relatief lang.